# Safura
Safura Alizadeh (en azerí: Səfurə Əlizadə; nacida el 20 de septiembre de 1992, en Bakú) es una cantante y saxofonista azerí. Alizadeh participó en el Festival de la Canción de Eurovisión 2010, en el que finalizó en quinta posición con la interpretación de su sencillo "Drip Drop". Posteriormente lanzó su álbum debut It's My War. Su segundo sencillo, "March On", fue lanzado en agosto de 2010.

## Primeros años
Su padre es un pintor profesional y su madre es una pianista y una diseñadora de moda. Safura comenzó a cantar cuando era muy joven haciendo su primera aparición a la edad de 6 años. Durante su infancia, cantó en las bandas infantiles Sharg Ulduzlari y Bulbullar. Tomó lecciones de violín en la Escuela Musical n.º 2 de Bakú y más tarde aprendió a tocar el piano y el saxofón. Safura se convirtió en la ganadora del concurso de talentos Yeni Ulduz (8.ª temporada). Desde octavo grado, Safura estudió en la Escuela n.º 28 de Bakú.
El estilo de Safura con el saxofón fue elogiado por el compositor Farhad Badalbeyli, que lo describió de "brillante". Su autora favorita es Stephenie Meyer, y su libro favorito es la saga Crepúsculo.

## Carrera musical

### Eurovisión 2010

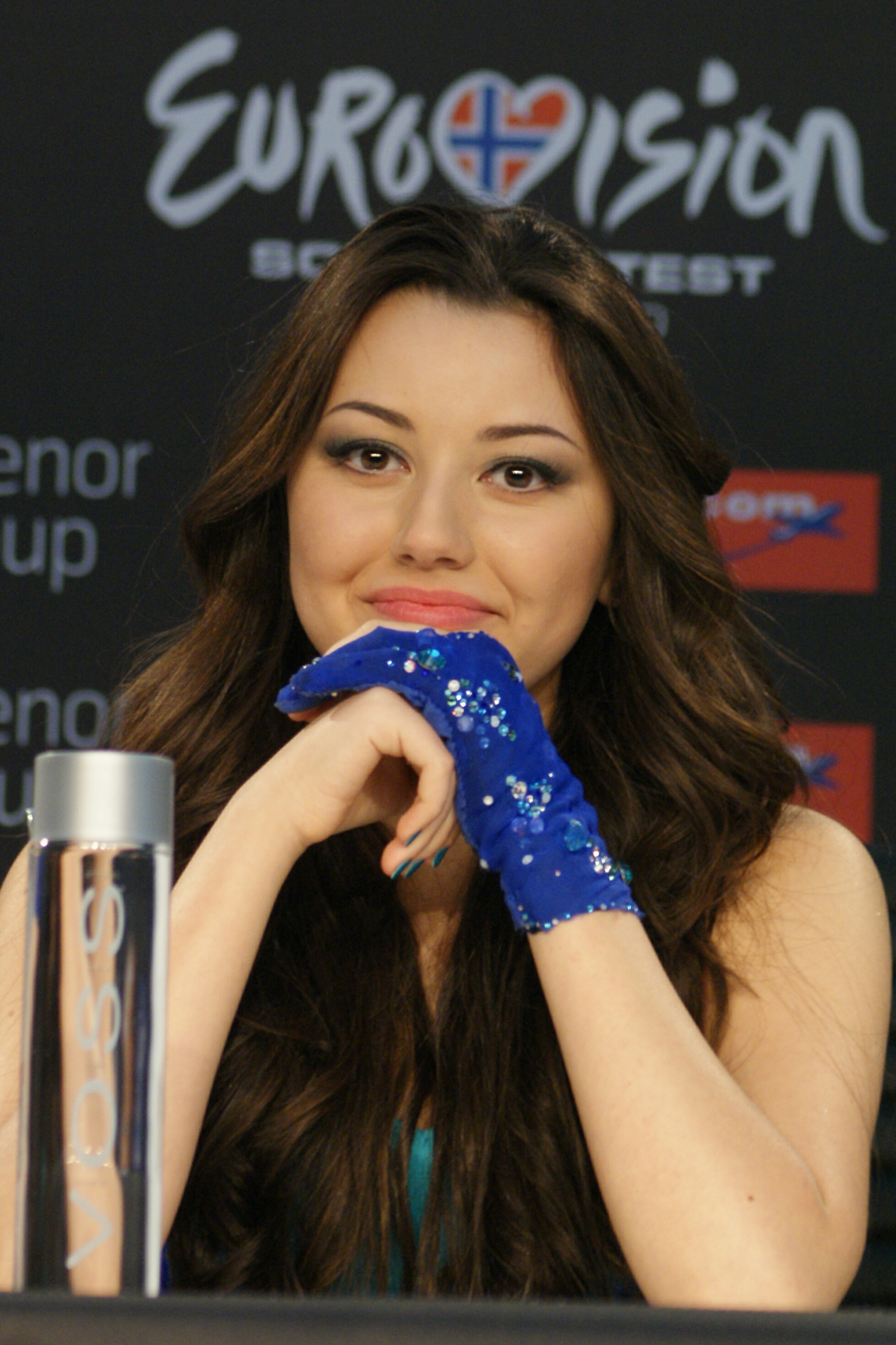
Safura en Eurovisión.

El 2 de marzo de 2010, Safura ganó la final nacional de Azerbaiyán gracias a la decisión de un jurado profesional y representó a ese país en el Festival de la Canción de Eurovisión 2010, que se celebró el 29 de mayo de 2010 en Oslo, Noruega. La cantante interpretó la canción "Drip drop", escrita por Stefan Örn y Sandra Bjurman y coreografiada por JaQuel Knight, el coreógrafo de Beyoncé y Britney Spears. Poco después interpretó la canción en un concierto en Ucrania, donde intercambió impresiones y deseos con el artista ucraniano Vasyl Lazarovich. Knight también diseñó la coreografía de las artes escénicas Safura en Oslo donde Safura se subió a la escalera http://www.rtve.es/alacarta/videos/eurovision-2010/eurovision-2010-final-azerbaiyan/785757/. de rtve todos los derechos reservados a rtve
El 1 de mayo de 2010, Safura comenzó su gira promocional y visitó Alemania, Países Bajos, Bélgica, Suiza, Polonia, Rusia, Ucrania y Suecia. El 24 de mayo realizó una visita conjunta a Ucrania y Alemania, a la que asistieron Alyosha y Lena Meyer-Landrut. Después de la actuación de Meyer-Landrut, Safura entregó una alfombra típica azerbaiyana a Alyosha y una antigua herradura de la suerte a Lena.
Después de realizar la semifinal de Eurovisión el 27 de mayo de 2010, se clasificó para la final dos días después, donde llegó al quinto lugar. El 28 de mayo, Safura participó en la celebración del Día de la República de Azerbaiyán y actuó en el escenario de Eurovision Village. Finalmente Safura finalizó en quinta posición con 145 puntos.

### Etapa post-Eurovisión
Safura ha firmado un contrato discográfico de 5 años con un grupo de productores Suecos y Ucranianos. Su primer álbum se titula It's My War y fue lanzado el 18 de junio de 2010 en varios países europeos. Además, fue la portavoz del televoto azerí en el Festival de la Canción de Eurovisión 2011 y actuó en la gala nacional de Eurovisión 2012 de Azerbaiyán.

## Discografía
Safura ha firmado un contrato de cinco años con la compañía discográfica sueca Euteria. Su primer álbum, titulado It's My War, fue lanzado el 18 de junio de 2010, y tuvo un gran éxito en Europa. "Drip Drop", fue el primer sencillo del álbum. El segundo sencillo fue "March On", lanzado el 20 de agosto.
- It's My War (2010)